# Michele Neri
Michele Neri (Roma, 11 agosto 1966) è un giornalista, critico musicale, scrittore e autore televisivo italiano.
Dall'aprile 2016 dirige Vinile, rivista edita da Sprea Editori.

## Biografia
Ha collaborato a varie trasmissioni radiofoniche per la Rai (tra cui Tg2 Dossier per alcune puntate monografiche musicali realizzate con Michele Bovi e Eventi pop) e riviste, tra cui Raro!, Musikbox e Musica Leggera, di cui è stato condirettore.
Nel 2006 è stato uno dei collaboratori di Enrico Deregibus per il Dizionario completo della canzone italiana.
Nel 2010 pubblica Lucio Battisti, Discografia mondiale, volume di 640 pagine in cui viene analizzata tutta la discografia mondiale di Lucio Battisti; tra le altre cose nel libro viene presentata la scoperta, effettuata da Neri, dell'album Lucio Battisti Vol. 2, pubblicato nel 1970 solo in cassetta con scarsa diffusione.
Nel 2011 collabora con Maurizio Becker per la pubblicazione di Da Mameli a Vasco. 150 canzoni che hanno unito gli italiani, in cui vengono raccolte 150 schede di canzoni entrate nella storia della musica leggera italiana; tra gli autori delle singole schede, oltre a Becker e Neri, vi sono giornalisti musicali e cantanti noti come Fausto Cigliano, Giorgio Calabrese, Christian Calabrese, Timisoara Pinto, Franco Settimo, Giorgio Conte, Enzo Giannelli, Enrico De Angelis, Vito Vita, Stefano Torossi, Franco Zanetti, Piergiuseppe Caporale, Mimmo Liguoro.
Nel 2017 collabora con Dario Salvatori al volume Satisfaciton. La ribellione del rock occupandosi, con Franco Brizi, della discografia italiana dei Rolling Stones.
Dal 2012 è uno degli autori del programma televisivo Techetechetè ed è uno dei collaboratori della Discoteca di stato; inoltre fa parte della giuria della Targa Tenco.

## Opere
- Curatela con Maria Grazia Bazza di Roberto Matano, A robe'... Lucio Battisti. La nascita di un mito, Roma, Ciliegia bianca, 2002. ISBN 88-900180-4-6.
- Battisti. Così è nato il sogno, con Roberto Matano, Casale Monferrato, Piemme, 2003. ISBN 88-384-7993-3.
- Discografia a cura di e con Franco Settimo in Gisela Scerman, Piero Ciampi, una vita a precipizio. Il cantautore livornese raccontato dagli amici, Roma, Coniglio, 2005. ISBN 88-88833-57-9.
- Ivano Fossati. Discografia illustrata, con Franco Settimo, Roma, Coniglio, 2005. ISBN 88-88833-60-9.
- Fabrizio De André. Discografia illustrata, con Claudio Sassi e Franco Settimo, Roma, Coniglio, 2006. ISBN 88-88833-87-0.
- Prefazione a Melisanda Massei Autunnali, Chiedi chi sono gli Stadio. Storia di una rock band italiana, Roma, Coniglio, 2006. ISBN 88-6063-022-3.
- Quando andavamo a 45 giri. I migliori dischi della nostra vita, con Francesco Coniglio, Roma, Coniglio, 2009. ISBN 978-88-6063-203-6.
- Ho scritto t'amo sulla sabbia. Tormentoni estivi degli anni 60-70-80, con Fabrizio Coniglio, Roma, Coniglio, 2010. ISBN 978-88-6063-257-9.
- Lucio Battisti, discografia mondiale. Tutte le canzoni, le produzioni, le collaborazioni, con Fabio Sanna e Annunziato Cangemi, Roma, Coniglio, 2010. ISBN 978-88-6063-099-5.
- Progressive. La storia del rock progressivo italiano, con Franco Brizi, Roma, Coniglio, 2011. ISBN 978-88-6063-297-5.
- Umberto Bindi, con Franco Settimo, Roma, Coniglio, 2011. ISBN 978-88-6063-315-6.
- Il libro del Prog italiano, con John Nicolò Martin e Sandro Neri, Firenze-Milano, Giunti, 2013. ISBN 978-88-09-78439-0.
- Volo magico. Storia illustrata del rock progressivo italiano, con Franco Brizi Roma, Arcana Edizioni, 2013, ISBN 978-88-6231-276-9.
- Ritorno al vinile! Guida all'ascolto e al collezionismo del più prezioso oggetto culturale del XX secolo, con Francesco Coniglio, Roma, Arcana, 2015. ISBN 978-88-6231-333-9.
- Discografia italiana dei 45 giri (a cura di e con Franco Brizi) in Dario Salvatori, Satisfaction. La ribellione del rock, Cernusco sul Naviglio, Sprea Music, 2016.
- Discografia (a cura di e con Enrico De Angelis e Franco Settimo), in Aldo Colonna, Vita di Luigi Tenco, Milano, I grandi tascabili Bompiani, 2017. ISBN 978-88-452-8360-4.